# BMW Open 2024
BMW Open 2024 — тенісний турнір, що проходив на ґрунтових кортах у місті Мюнхен, Німеччина з 15 квітня. Належав до категорії ATP 250.

## Фінальна частина

### Одиночний розряд
Ян-Леннард Штруфф —  Тейлор Фріц 7–5, 6–3

### Парний розряд
Юкі Бгамбрі /  Альбано Оліветті —  Андреас Міс /  Ян-Леннард Штруфф 7–6(8–6), 7–6(7–5)